# Groepsspringen
Groepsspringen is een  tak in de gymsport en wordt ondersteund door de KNGU. Het groepsspringen vindt zijn oorsprong in het turnen.
Groepsspringen bestaat enkel uit acrobatische sprongen, waarbij lenigheid en danscomponenten geen rol spelen. Groepsspringen wordt met een team van zes tot negen springers uitgevoerd maar kan daarnaast ook individueel worden beoefend. Groepsspringwedstrijden worden zowel regionaal als landelijk ondersteund door de KNGU.
Er zijn vijf onderdelen die zowel voor heren- als dames- als mixteams gelden: minitrampoline, minitrampoline-springtoestel, minitrampoline-tafel, plankolinekast en airtrack.
De niveaus waarin wedstrijden kunnen worden gedaan lopen op van E t/m A. In het individueel springen wordt ook gesprongen in het A-ere niveau. Daarnaast worden verschillende leeftijdscategorieën onderscheiden: Jeugd, Junioren en Senioren.
Internationaal wordt het TeamGym beoefend. Bij het TeamGym worden drie oefeningen uitgevoerd: tumbling, minitrampoline (met springtoestel) en vloer. Het TeamGym lijkt op het groepsspringen en valt in Nederlands onder dezelfde Landelijke Technische Commissie.

## Categorieën
Binnen het groepsspringen zijn enkele categorieën te onderscheiden:
- Leeftijdscategorieën
  - Jeugd
  - Junior
  - Senior
- Niveaus
  - A-niveau
  - B-niveau
  - C-niveau
  - D-niveau (voorgeschreven oefenstof)
  - E-niveau (voorgeschreven oefenstof)
- Teamsamenstellingen
  - Mix (zowel dames als heren)
  - Heren (6 tot 9 heren)
  - Dames (6 tot 9 dames)

Een team concurreert enkel tegen andere teams van de eigen leeftijdscategorieën, samenstelling en niveau. Bijvoorbeeld: heren junioren b.

## Toestellen
Er wordt gesprongen op een aantal toestellen: minitrampoline, minitrampoline-springtoestel, minitrampoline-tafel, plank-springtoestel, airtrack en airtumbling (C-niveau).

### Minitrampoline
Op het toestel minitrampoline voeren de springers rechtstandige sprongen en salto's uit. Er mogen geen hindernissen (mensen) geplaatst zijn tussen de trampoline en de valmat. Mogelijke sprongen: streksprong, hurksprong, spreidsprong, spreidhoeksprong, hoeksprong, halve draai, hurksalto, dubbele hurksalto, drievoudige hurksalto.

### Minitrampoline-Pegasus/Tafel en Plankolinekast
Op dit toestel wordt gesprongen met een pegasus of tafel tussen de minitrampoline (of plank) en valmat in. Er mag een sporter op de pegasus gaan zitten. Hier moeten de gymnasten dan overheen weten te springen. Het steunmoment moet dan plaatsvinden op of voor de sporter op het toestel. Mogelijke sprongen: overslag, arabier, 1/2 in 1/2 uit, tipsalto

### Airtrack
De airtrack is een opblaasbare baan. Op de airtrack voeren teams een aantal series van elementen uit. Bijvoorbeeld: arabier, flikflak, streksalto, punchsalto. Dit mogen maximaal vijf elementen na elkaar zijn. Als een sporter drie of meer elementen doet, moet er minstens één element met handplaatsing zijn.  
| Element 1          | Element 2    | Element 3             | Element 4  | Element 5          |
| ------------------ | ------------ | --------------------- | ---------- | ------------------ |
| Arabier            | Flikflak     | Streksalto            | Punchsalto |                    |
| Overslag           | Overslag     | Arabier               |            |                    |
| Hurksalto 1 draai  | Overslag     | Hurksalto halve draai |            |                    |
| Koprol             | Radslag      | Radslag               | Arabier    | Hurksalto          |
| Streksalto 1 draai | Overslag     | Dubbele hurksalto     |            |                    |
| Arabier            |              |                       |            |                    |
| Hoeksalto          | Loopoverslag | Gesloten overslag     | Streksalto | Punchsalto gehoekt |

## De oefening ABC-niveau
Een team bestaat uit zes tot negen springers. In elke beurt springen 6 springers. Dit hoeven niet elke beurt dezelfde zes springers te zijn. 
Op alle toestellen behalve airtrack springen de teams acht beurten (met uitzondering van de jeugd C, die doen er zes). De eerste zes beurten zijn teambeurten. Alle zes de springers die in die beurt springen, moeten in die beurt dezelfde sprong uitvoeren. De laatste twee beurten zijn de keuzebeurten. Hierin mogen de springers allemaal een andere sprong uitvoeren. Ze mogen echter ook nog steeds dezelfde sprong uitvoeren. Op airtrack zijn de eerste vier beurten de teambeurten. Ook daar zijn de laatste twee beurten de keuzebeurten.
| B |   | Sprong               |     | Waarde |
| - | - | -------------------- | --- | ------ |
| 1 |   | Streksprong          |     | 0,2    |
| 2 |   | Spreidsprong         |     | 0,2    |
| 3 |   | Hurksprong           |     | 0,3    |
| 4 |   | Streksalto 1/2 draai |     | 0,3    |
| 5 |   | Hurksalto            |     | 0,6    |
| 6 |   | Hoeksalto            |     | 0,7    |
| 7 | A | Spreidhoeksprong     | 0,3 | 0,7    |
| 7 | B | Spreidhoeksalto      | 0,7 | 0,7    |
| 7 | C | Streksalto           | 0,8 | 0,7    |
| 7 | D | Streksalto           | 0,8 | 0,7    |
| 7 | E | Streksalto           | 0,8 | 0,7    |
| 7 | F | Streksalto 1 draai   | 1,0 | 0,7    |
| 8 | A | Streksalto 1/2 draai | 0,9 | 0,9    |
| 8 | B | Streksalto 1/2 draai | 0,9 | 0,9    |
| 8 | C | Streksalto 1/2 draai | 0,9 | 0,9    |
| 8 | D | Streksalto 1/2 draai | 0,9 | 0,9    |
| 8 | E | Streksalto 1/2 draai | 0,9 | 0,9    |
| 8 | F | Streksalto 1/2 draai | 0,9 | 0,9    |

Elk optreden moet voldoen aan twee eisen. Voor elk niveau en elke categorie (dames/heren/mix) zijn deze eisen anders. Er is altijd één eis voor een minimale waarde. Dit kan bijvoorbeeld zijn: er moet een beurt uitgevoerd worden met een waarde van 1,0 of hoger. Er is ook altijd één verplichte-sprongeis. Dit is bijvoorbeeld: er moet een beurt zijn waarin de springers een hoeksalto uitvoeren.

## Jurering van optredens op ABC-niveau
De beoordeling van het groepsspringen verloopt via juryleden. Per toestelbaan zijn er landelijk vier of vijf juryleden die het optreden van de springers beoordelen. Zij vormen samen het zogeheten jurypanel. Soms komt het voor dat door nood een jurypanel uit drie of twee juryleden bestaat.  
Twee van de vier juryleden beoordelen de moeilijkheid en de samenstelling. De twee andere juryleden beoordelen de uitvoering. De bonus wordt met het gehele jurypanel bepaald. Een van de juryleden is het hoofdjurylid. Dit jurylid jureert sowieso de moeilijkheid en samenstelling, maar het liefst ook de uitvoering. Ook bepaalt het hoofdjurylid of het team een extra hoofdjury-aftrek moet krijgen.

### Moeilijkheid
Elke sprong die het team uitvoert heeft een moeilijkheidswaarde. De moeilijkheidswaarde van de beurten wordt bij elkaar opgeteld en zo ontstaat de moeilijkheidswaarde van het optreden. De waarde van een keuzebeurt is de gemiddelde waarde van de 6 uitgevoerde sprongen. 
In de keuzebeurt geldt: de waarde van een sprong die al een keer in een andere beurt gesprongen is, is 0.

### Samenstelling
Het team begint met 5,0 punten voor de samenstelling. Alle fouten die niet te maken hebben met de uitvoering van de sprongen, maar met welke sprongen het team uitvoert, worden van de samenstelling afgetrokken. Denk hierbij aan afwijkende sprongen, herhalingen, niet gemaakte sprongen en te weinig beurten. Enkele samenstellingsfouten:
| Samenstellingfouten | Aftrekwaarde |
| --- | ------------ |
| Te weinig gemaakte beurten, per beurt | 0,8          |
| Te veel gemaakte keuzebeurten, per beurt | 0,2          |
| Afwijkende sprongen, met uitzondering van de keuzebeurten, per sprong                                                                        | 0,2          |
| Herhalingen van al gemaakte sprongen, per sprong                                                                                             | 0,2          |
| Onjuiste opbouw buiten de beurt | 0,2          |
| Onjuiste opbouw binnen de keuzebeurt | 0,1          |
| Overheersing van eenzelfde sprongsoort gedurende het optreden                                                                                | 0,5          |
| Te weinig steunbeurten | 1,0          |
| Onder het minimum aantal springers van de groepsgrootte komen tijdens de uitvoering, per beurt                                               | 0,5          |
| Elke niet gemaakte sprong, per sprong | 0,5          |
| Steunsprong met steun van één hand | 0,5          |
| Met minder springers springen dan het aantal waarmee in de 1ste beurt gestart is, per beurt (alleen van toepassing bij 7, 8 of 9 (springers) | 0,5          |
| Met meer springers springen dan het aantal waarmee in de eerste beurt gestart is, per beurt                                                  | 0,3          |
| Het gebruiken van balletvormen tussen de sprongbeurten per keer                                                                              | 0,2          |
| Missen van één samenstellingseis | 2,5          |
| Missen van twee samenstellingeisen | 3,5          |
| Meer waarde springen dan de toegestane maximale waarde voor het individuele springen                                                         | '0-beurt'    |
| Tempostoring binnen de beurt | 0,1          |
| Afwezigheid van het tempo gedurende het optreden                                                                                             | 0,3          |

### Uitvoering
De uitvoeringsscore is maximaal 20,0 punten. Uitvoeringsaftrekken zijn aftrekken voor de uitvoering van de sprongen. Een krom been of onvoldoende hoogte vallen hier bijvoorbeeld onder. De volgende uitvoeringsfouten worden onderscheiden: 
| Uitvoeringsfout | Minimale en maximale aftrekwaarde |
| --- | --------------------------------- |
| Houdingsfouten, per springer | 0,1-0,5                           |
| Technische fouten, per springer | 0,1-0,5                           |
| Uit de richting van het toestel | 0,1-0,2                           |
| Lopen tijdens steunmoment met de handen op het toestel, per keer | 0,1-0,3                           |
| Val, per springer bij het groepsspringen | 0,5                               |
| Val, per springer bij het individueel springen | 1,0                               |
| Actieve hulpverlening, per keer | 0,5                               |
| Hulpverlening ter voorkoming van een blessure, per keer | 0,3                               |
| Het geven van een teken aan of praten met de springer, per keer | 0,3                               |
| Onvoldoende hoogte, per springer | 0,1-0,3                           |
| Onvoldoende kaats bij steunelementen, per springer | 0,1-0,2                           |
| Ongelijkheid in synchroon werken, per keer airtrack en airtumbling | 0,2                               |
| De vloer aanraken met het lichaam buiten de airtrack of airtumbling. Met uitzondering van de landing van het laatste onderdeel, de landing mag plaatsvinden op deze landingsmat | 0,3                               |
| Kleine pas of hup | 0,1                               |
| Grote pas of hup | 0,3                               |
| Meerdere passen of huppen | 0,5                               |
| Diepe landing | 0,3                               |

### Bonus
Het team kan voor verschillende dingen een bonus krijgen bovenop het eindcijfer.
- Virtuositeit: 0,1-0,3
- Originaliteit: 0,1-0,7
- Aantal steunbeurten: ten hoogste 0,9
- Synchroonbeurt: maximaal twee keer 0,5

### Hoofdjury-aftrekken
Hoofdjury-aftrekken worden afgetrokken van het eindcijfer. Dit zijn aftrekken die te weinig hebben met het aantal springers waarmee gesprongen wordt en incorrecte kleding. 

### Eindscore
De eindscore wordt als volgt berekend:
Moeilijkheid + Samenstelling + Uitvoering + Bonus - Hoofdjury-aftrek = Eindscore.

## Wedstrijden
Het groepsspringen kent verschillende wedstrijden. Naast de teamwedstrijden zijn er wedstrijden voor individueel springen en teamgym. 
Landelijk zijn er de volgende wedstrijden;
- Plaatsing AB-niveau Teams;
- NK AB-niveau Teams;
- Finale C-niveau Teams;
- NK Clubteams;
- NK Micro-Teamgym;
- NK Meso-Teamgym;
- Plaatsing individueel;
- NK Individueel.

Voor het DE-niveau zijn er geen landelijke wedstrijden.
In de verschillende districten worden ook groepsspringwedstrijden georganiseerd. Met name district Zuidwest-Nederland en Oost-Nederland zijn zeer actief wat betreft wedstrijden.

## Landelijke Technische Commissie
De landelijke technische commissie, oftewel LTC, voor het groepsspringen bestaat uit enkele vrijwilligers die het groepsspringen op landelijk niveau organiseren. Zij zorgen in samenwerking met verenigingen voor de landelijke wedstrijden in het groepsspringen. Ook zorgt de LTC-GS voor de reglementen voor deze wedstrijden.